# Helmut Walcha
Helmut Walcha (Leipzig, 27 d'octubre de 1907 - Frankfurt del Main, 11 d'agost de 1991) va ser un organista i clavicembalista alemany.

## Biografia
Es va quedar cec a l'edat de 19 anys després d'una vacunació contra la verola, i malgrat aquest desavantatge, va estudiar amb Günther Ramin al Conservatori de Leipzig. Va destacar com un de les més impressionants intèrprets de Bach.
De 1926 a 1929, va ser substitut de Ramin a l'església Sant Thomas. De 1929 a 1944, va realitzar molts cicles de concerts d'orgue a l'església de la Pau de Frankfurt i hi va ensenyar al Conservatori Superior.
L'any 1938, va ser encarregat d'una càtedra d'orgue a l'Escola superior de música de Frankfurt (Frankfurter Musikhochschule). Després de la Segona Guerra Mundial, va fundar l'Institut de música religiosa (Institut für Kirchenmusik) i va ser organista titular, entre 1946 i 1981, de l'església dels Tres Reis d'Orient (Dreikönigskirche).
Helmut Walcha va tenir fama internacional com a intèrpret de Bach, del qual coneixia de memòria tota l'obra d'orgue i de clavicèmbal. L'any 1947, va emprendre una interpretació integral i l'any 1971, va acabar el segon enregistrament integral de l'obra d'orgue de Bach. El seu coneixement aprofundit de l'estil i de les tècniques de Bach li va permetre proposar una cloenda al Contrapunctus XIV (18 en el seu enregistrament) de L'art de la fuga, que el compositor va deixar inacabat.
Va realitzar també una reedició completa de les partitures de Bach i de Haendel. Va compondre d'altra banda els seus propis preludis de corals, i diversos tractats musicològics dedicats a l'orgue. Era un dels experts els més competents pel que fa a la literatura d'orgue alemanya del període barroc (Bach i els seus « precursors »). Va acabar la seva carrera musical amb un últim concert públic l'any 1981.
Helmut Walcha està inhumat al cementiri de Sachsenhausen (Frankfurt del Main).